# 醋甲胆碱
醋甲胆碱（英語：methacholine），又称乙酰甲胆碱或甲基胆碱，是一种合成的胆碱酯类物质，相较于乙酰胆碱，醋甲胆碱 β-碳原子上的甲基使其对胆碱酯酶水解有更强的抵抗力，故其水解速度较乙酰胆碱慢、作用时间长。在副交感神经系统中作为非选择性毒蕈碱受体激动剂发挥作用。

## 医疗用途
醋甲胆碱主要用于支气管激发试验以检测气道高反应性，支气管激发试验阳性是哮喘的典型特征，也见于慢性阻塞性肺病、变应性鼻炎、慢性支气管炎等情况。毒蕈碱激动剂可引起所有个体的支气管收缩和支气管分泌物增加，对于哮喘病人则可引起强烈的支气管收缩、肺活量降低。
临床上，醋甲胆碱用于治疗口腔黏膜干燥症，但应用M胆碱能受体激动剂治疗放射性口腔黏膜干燥症通常会引起患者无法耐受的不良反应。

## 药理学
该物质对所有毒蕈碱受体均具有高度活性，但对烟碱型受体作用微弱。醋甲胆碱具有带电荷的季铵结构，导致其无法溶解于脂质细胞膜，故不能穿透血脑屏障，且胃肠道吸收率低下。由于对乙酰胆碱酯酶相对耐药，其在体内的代谢速率较慢。
醋甲胆碱的化学结构源于乙酰胆碱的β碳位甲基取代——该甲基化修饰增强了其对毒蕈碱受体相对于烟碱型受体的选择性。分子中的季铵基团是其药理活性必需结构，该基团的正电荷特性使其能够与受体结合域形成离子相互作用。

## 禁忌
禁忌证包括近期发生心肌梗死、脑卒中、未控制的高血压、已知严重气道疾病以及主动脉瘤患者。哺乳期或妊娠期妇女及正在服用重症肌无力特定药物（如溴吡斯的明）的患者需谨慎使用。